# Татјана Суботин Голубовић
Татјана Суботин Голубовић (1957) српски је класични филолог, историчар старе српске књижевности, професор старословенског језика и преводилац.

## Биографија
Татјана Суботин Голубовић је рођена у Београду 1957. године, где је завршила основно образовање и Другу београдску гимназију. Студије класичних наука на Филозофском факултету у Београду уписала је 1975, а дипломирала 1979.године. Од 1980. запослена је као асистент-приправник на Одељењу за историју. Магистрирала је на класичним наукама 1986. године под менторством проф. др Мирона Флашара. Докторску дисертацију под насловом Српско рукописно наслеђе од 1557. до средине 17. века, одбранила је 1996. године, под менторством академика Симе Ћирковића (рад је објављен као књига 1999). Наредне године је изабрана за доцента (реизабрана 2002), а 2008. изабрана је за ванредног професора (реизабрана 2013).
На Одељењу за историју Т. Суботин Голубовић предаје старословенски језик и ћирилску палеографију на свим нивоима студија. У периоду од 2012. до 2015. обављала је дужност начелнице Одељења за археографију НБС. Члан је Старословенског одбора САНУ и Одбора за изворе српског права САНУ. Од 2012. уредник је часописа Археографски прилози и члан редакције часописа Стари српски архив, Грађа о прошлости Босне и Slovene – International Jurnal of Slavic Studies. Од 2014. руководи радом Центра за руске студије Филозофског факултета у Београду.
Објавила је две монографије, низ радова у научним часописима и зборницима са научних скупова, а као посебна издања објавила је и критички приређене наративне историјске изворе.

## Изабрани радови

### Монографије
- Суботин-Голубовић, Татјана; Грбић, Душица; Јовичинац-Петровић, Виолета (2014). Језик и писменост. Крагујевац: Народна библиотека.
- Мишић, Синиша; Суботин-Голубовић, Татјана (2003). Светоарханђеловска хрисовуља. Београд: Историјски институт.
- Суботин-Голубовић, Татјана (1999). Српско рукописно наслеђе од 1557. године до средине XVII века. Београд: САНУ.

### Радови у часописима
- Суботин-Голубовић, Татјана (2021). „Аверкијев панагирик преписан у Добруну 1615. године” (PDF). Археографски прилози. 43: 11—26.
- Суботин-Голубовић, Татјана (2020). „Руски триодни стихирар с краја XII века - рукопис Хиландар 307.” (PDF). Музикологија. 28: 33—46.
- Суботин-Голубовић, Татјана (2020). „Састав Празничног минеја Божидара Вуковића и његови рукописни извори”. Ricerche slavistiche: Nuova serie. 3 (63): 261—278. Архивирано из оригинала 14. 07. 2022. г. Приступљено 14. 07. 2022.
- Суботин-Голубовић, Татјана (2019). „Амфилохијеви фрагменти - сведочанство о богослужењу у Српској цркви у XII веку”. Црквене студије. 16 (2): 571—584.
- Суботин-Голубовић, Татјана (2018). „Служба Првом васељенском сабору у најстаријем српском Триоду (РНБ, F. n. I. 68)”. Црквене студије. 15: 697—708.
- Суботин-Голубовић, Татјана (2016). „Службе Васељенским саборима у српским минејима XIV века” (PDF). Археографски прилози. 38: 61—94.
- Суботин-Голубовић, Татјана (2014). „Алексеј Олењин и рађање словенске палеографије” (PDF). Археографски прилози. 36: 193—221.
- Суботин-Голубовић, Татјана (2013). „Празновање св. Константина и Јелене у средњовековној Србији (према српским минејима XIII и XIV века)” (PDF). Археографски прилози. 35: 21—47.
- СУБОТИН-ГОЛУБОВИЋ, Татјана. Национальные святые в календаре Сербской Церкви : (по средневековым источникам). Latopisy Akademii Supraskiej, ISSN 2082-9299, 2013, 4, стр. 37-48. http://www.akademiasupraska.pl/pages/File/SUBOTIN%20-%20Latopisy%20AS%20-%20t_4.pdf Архивирано на веб-сајту  (5. април 2022). [COBISS.SR-ID 527046295]
- СУБОТИН-ГОЛУБОВИЋ, Татјана. РолЬ сербской церкви в сохранении националЬного самочувствия сербского народа во время турцкого владычества. Poznańskie Studia Slawistyczne, ISSN 2084-3011, 2013, 5, стр. 281-293. [COBISS.SR-ID 523902103]
- СУБОТИН-ГОЛУБОВИЋ, Татјана. Октоих : узор и инспирација за средњовековне српске химнографе. Музикологија : часопис Музиколошког института Српске академије наука и уметности, ISSN 1450-9814, 2011, 11, стр. 53-62. [COBISS.SR-ID 521137559]
- МАРЈАНОВИЋ-ДУШАНИЋ, Смиља, СУБОТИН-ГОЛУБОВИЋ, Татјана. Повеља краља Стефана Душана манастиру Хиландару : потврда о поклону манастира Св. Ђорђа и села Уложишта који је Хиландару приложила Милшина жена Радослава : 1336/1337. Стари српски архив, ISSN 1451-3072, 2010, књ. 9, стр. 63-73. [COBISS.SR-ID 180566284]
- ШУИЦА, Марко, СУБОТИН-ГОЛУБОВИЋ, Татјана. Повеља Вука Бранковића Дубровнику : 1387, јануар 20. Стари српски архив, ISSN 1451-3072, 2010, књ. 9, стр. 99-109. [COBISS.SR-ID 180559884]
- СУБОТИН-ГОЛУБОВИЋ, Татјана. Шта је све нестало из српских минеја XIII века?. Зборник радова Византолошког института, ISSN 0584-9888, 2009, 44, стр. 381-394. [COBISS.SR-ID 178265612]
- СУБОТИН-ГОЛУБОВИЋ, Татјана. Петка преподобна : Петка мученица. Зборник радова Византолошког института, ISSN 0584-9888, 2008, 45, стр. 177-190. [COBISS.SR-ID 165346828]
- СУБОТИН-ГОЛУБОВИЋ, Татјана. Празднование "Николы летняго" у сербов. Древнаяя РусЬ : вопросы медиевистики, 2007, 3 (29), стр. 104-105. [COBISS.SR-ID 521194135]
- МАРЈАНОВИЋ-ДУШАНИЋ, Смиља, СУБОТИН-ГОЛУБОВИЋ, Татјана. Повеља краља Стефана Душана о поклону Хиландару цркве Св. Ђорђа и села Полошко : фебруар 1340. Стари српски архив, ISSN 1451-3072, 2007, књ. 6, стр. 55-67, [1] пресав. лист са таблом. [COBISS.SR-ID 516366485]
- СУБОТИН-ГОЛУБОВИЋ, Татјана. Календари српских рукописа прве половине XV века. Зборник радова Византолошког института, ISSN 0584-9888, 2006, 43, стр. 175-188. [COBISS.SR-ID 165328396]
- Суботин-Голубовић, Татјана (2006). „Још један препис српске службе Св. Ахилију”. Црквене студије. 3: 245—257.
- СУБОТИН-ГОЛУБОВИЋ, Татјана. Празновање преноса моштију светога Николе (9/22. мај) према српским рукописима. Старобългарска литература, ISSN 0204-868X, 2005, 33-34, стр. 225-233. [COBISS.SR-ID 521133719]
- СУБОТИН-ГОЛУБОВИЋ, Татјана. Служба светом Ивану Рилском у српском рукописном наслеђу. Прилози за књижевност, језик, историју и фолклор, ISSN 0350-6673, 2002-2003, књ. 68-69, св. 1-4, стр. 135-145. [COBISS.SR-ID 521133207]
- СУБОТИН-ГОЛУБОВИЋ, Татјана. Химнографски састави Филотеја Кокина у хиландарским рукописима. Хиландарски зборник, ISSN 0584-9853, 2004, 11, стр. 247-272. [COBISS.SR-ID 165306892]
- Живојиновић, Мирјана; Суботин-Голубовић, Татјана (2004). „Акт господина Константина Драгаша и царице Евдокије манастиру Ивирону (13. јануар, око 1380)”. Хиландарски зборник. 11: 287—294.
- СУБОТИН-ГОЛУБОВИЋ, Татјана. Прилог познавању богослужења у српској цркви крајем XIII века. Хиландарски зборник, ISSN 0584-9853, 1998, књ.10, стр. 153-177. [COBISS.SR-ID 520870295]
- СУБОТИН-ГОЛУБОВИЋ, Татјана, ШПАДИЈЕР, Ирена. Византијска химнографија и српска литургијска књижевност : култ светитеља и настајање службе. Зборник Матице српске за славистику, ISSN 0352-5007, 1997, бр. 53, стр. 71-85. [COBISS.SR-ID 68875532]
- SUBOTIN-GOLUBOVIĆ, Tatjana. Služba Atinogenu u starijim srpskim minejima. Археографски прилози : зборник радова Археографског одељења Народне библиотеке Србије, ISSN 0351-2819. [Штампано изд.], 1996, 18, str. 69-79. [COBISS.SR-ID 20645647]24. SUBOTIN-GOLUBOVIĆ, Tatjana. Praznik Preobraženja Gospodnjeg u južnoslovenskim minejima XIII и XIV века. Археографски прилози : зборник радова Археографског одељења Народне библиотеке Србије, ISSN 0351-2819. [Штампано изд.], 1995, 17, str. 47-69. [COBISS.SR-ID 20636943]
- СУБОТИН-ГОЛУБОВИЋ, Татјана. Теодор Дафнопат - византијски химнограф X века у словенском рукописном наслеђу. Зборник радова Византолошког института, ISSN 0584-9888, 1995, 34, стр. 41-50. [COBISS.SR-ID 11692559]
- СУБОТИН-ГОЛУБОВИЋ, Татјана. Још о "Житију у свитку" краља Милутина. Зборник радова Византолошког института, ISSN 0584-9888, 1994, 33, стр. 115-125. [COBISS.SR-ID 11247887]
- СУБОТИН-ГОЛУБОВИЋ, Татјана. Две службе св. Јоакиму Осоговском. Археографски прилози : зборник радова Археографског одељења Народне библиотеке Србије, ISSN 0351-2819. [Штампано изд.], 1992, 14, стр. 105-134. [COBISS.SR-ID 25720588]
- СУБОТИН-ГОЛУБОВИЋ, Татјана. Фрагменти службе св. Борису и Глебу у рукопису бр. 32 збирке манастира Дечана. Јужнословенски филолог : повремени спис за словенску филологију и лингвистику, ISSN 0350-185X. [Штампано изд.], 1992, 48, стр. 123-134. [COBISS.SR-ID 12771087]
- СУБОТИН-ГОЛУБОВИЋ, Татјана. Нова служба св. Ахилију Лариском. Зборник радова Византолошког института, ISSN 0584-9888, 1989, 27-28, стр. 149-175. [COBISS.SR-ID 11253263]
- СУБОТИН-ГОЛУБОВИЋ, Татјана. Канони у службама 1. септембра у најстаријим српским минејима XIII века. Археографски прилози : зборник радова Археографског одељења Народне библиотеке Србије, ISSN 0351-2819. [Штампано изд.], 1988/89, 10/11, стр. 51-59. [COBISS.SR-ID 6067724]
- СУБОТИН-ГОЛУБОВИЋ, Татјана. Одвојене службе светима у грчким минејима XI века. Археографски прилози : зборник радова Археографског одељења Народне библиотеке Србије, ISSN 0351-2819. [Штампано изд.], 1987, 9, стр. 317-320. [COBISS.SR-ID 521094295]
- Суботин-Голубовић, Татјана (1987). „Култ светог Ахилија Лариског”. Зборник радова Византолошког института. 26: 21—33.

### Радови у зборницима и поглавља у монографијама
- Суботин-Голубовић, Татјана (2020). „Типологија и химнографски репертоар српских литургијских зборника 13. века”. Осам векова аутокефалије Српске православне цркве. 2. Београд: Православни богословски факултет. стр. 277—285.
- СУБОТИН-ГОЛУБОВИЋ, Татјана. Хиландар 608 (минеј за децембар) - весник промена у литургијском животу средњовековне Србије. У: ТУРИЛОВ, Анатолий АркадЬевич (ur.), et al. Scala paradisi : академику Димитрију Богдановићу у спомен : 1986-2016 : примљено на VI скупу Одељења језика и књижевности, од 26. јуна 2018. године, на основу реферата академика Јасмине Грковић-Мејџор и иностраног члана Анатолија Аркадјевича Турилова, (Словенски и српски средњи век, Одељење језика и књижевности, Старословенски одбор, књ. 1). Београд: Српска академија наука и уметности. 2018, стр. 375-397. [COBISS.SR-ID 530759063]
- Суботин-Голубовић, Татјана (2017). „Корпус литургијских књига српске цркве у првој половини XIII века: Прелиминарно саопштење”. Српска краљевства у средњем веку. Краљево: Град Краљево. стр. 111—126.
- СУБОТИН-ГОЛУБОВИЋ, Татјана. Литургијски рукописи. У: РАКИЋ, Зоран, et al. Свет српске рукописне књиге : (XII-XVII век), (Галерија Српске академије наука и уметности, 137). Београд: САНУ. 2016, стр. 89-129. [COBISS.SR-ID 527652247]
- SUBOTIN-GOLUBOVIĆ, Tatjana. Serbian synodikon : the Serbian adaptation of the Synodikon of the feast of orthodoxy. У: MELLONI, A. (ur.). Conciliorum oecumenicorum generaliumque decreta : edito critica. 4. 1, The great councils of the orthodox churches : decisions and synodika : from Constantinople 861 to Constantinople 1872. Turnhou: Brepols & Publishers. 2016, str. 471-484. [COBISS.SR-ID 528329623]
- СУБОТИН-ГОЛУБОВИЋ, Татјана. Химнографски текстови посвећени Светом Прохору Пчињском. У: Манастир Свети Прохор Пчињски. Врање: Епархија врањска; Београд: Српски православни манастир Свети Прохор Пчињски: Филозофски факултет Универзитета, Центар за визуелну културу Балкана. 2015, стр. 75-124, илустр. [COBISS.SR-ID 526298263]
- SUBOTIN-GOLUBOVIĆ, Tatjana. Stepan Mihailovič Kuljbakin : (1873-1941). У: РАДОЈЕВИЋ, Мира (ur.), et al. Руски некропољ у Београду : знамење историјског пријатељства. Београд: Фондација за обнављање, подршку и очување комплекса историјско-меморијалнихспоменика у Републици Србији "Руски некропољ": Институт за политички и економски дијалог. 2014, str. 306-308. [COBISS.SR-ID 524556183]
- СУБОТИН-ГОЛУБОВИЋ, Татјана. Српски параклис светој Параскеви (Петки). У: Σπαραγματα βγζαντινοσλαβικησ κληρνομιασ : Χαριστηιοζ Τομοζ στον Ομοτιμο Καθηγητη Ιωαννη Χρ. Ταρνανιδη. s. l.: Εκδοτικοσ Οικοσ. 2011, стр. 213-227. [COBISS.SR-ID 521173655]
- SUBOTIN-GOLUBOVIĆ, Tatjana. La santità serba delle origini : arcivescovi e principi. У: VACCARO, Luciano (ur.). Storia religiosa di Serbia e Bulgaria, (Collana Europa ricerche, 13). Gazzada: Centro Ambrosiano. 2008, str. 157-180. [COBISS.SR-ID 521137047]
- СУБОТИН-ГОЛУБОВИЋ, Татјана. Култ Светог Николе у средњовековној Србији. У: МИЛТЕНОВА, Анисава (ur.). Християнска агиология и народни вярвания : сборник в чест на ст.н.с. Елена Коцева. София: Исток-Запад. 2008, стр. 29-37. [COBISS.SR-ID 521182871]
- СУБОТИН-ГОЛУБОВИЋ, Татјана. Култ арханђела Михаила у средњовековној Србији. У: TASIĆ, Nikola (ur.), et al. Култ светих на Балкану. 2, (Библиотека Лицеум, ISSN 1451-4109, књ. 7). Крагујевац: Центар за научна истраживања Српске академије наука и уметности и Универзитета. 2002, стр. 9-24. [COBISS.SR-ID 521132183]
- Суботин-Голубовић, Татјана (2002). „Словенски преписи службе св. Ахилију и њихови грчки узори”. Свети Ахилије у Ариљу: Историја, уметност. Београд: Републички завод за заштиту споменика културе. стр. 29—34.
- СУБОТИН-ГОЛУБОВИЋ, Татјана. Средњовековна српска епистолографија. У: ЉУШИЋ, Радош (ur.), LJUŠIĆ, Radoš (ur.). Писмо : зборник радова. Београд: Удружење за српску повесницу. 2001, стр. 9-16. [COBISS.SR-ID 520103575]
- СУБОТИН-ГОЛУБОВИЋ, Татјана. Београдски препис Јефтимијеве службе царици Теофано. У: ВИТИЋ, Зорица (ur.), ЈОВАНОВИЋ, Томислав (ur.), ШПАДИЈЕР, Ирена (ur.). Словенско средњовековно наслеђе : [зборник посвећен професору Ђорђу Трифуновићу]. Београд: Чигоја штампа. 2001 (штампано 2002), стр. 617-635. [COBISS.SR-ID 521131159]
- СУБОТИН-ГОЛУБОВИЋ, Татјана. Свети апостол Лука : последњи заштитник српске Деспотовине. У: АЈДАЧИЋ, Дејан (ur.), AJDAČIĆ, Dejan (ur.). Чудо у словенским културама, (Словенска капија, 2). Београд: Научно друштво за словенске уметности и културе; Нови Сад: Апис. 2000, стр. 167-178. [COBISS.SR-ID 521101975]
- СУБОТИН-ГОЛУБОВИЋ, Татјана. Словенски манастири на Светој гори као књижевни и преписивачки центри. У: МИРКОВИЋ, Чедомир (ur.), МИЛОСАВЉЕВИЋ, Мирјана (ur.). Трећа казивања о Светој Гори. Београд: Просвета: Друштво пријатеља Свете Горе Атонске. 2000, стр. 184-205. [COBISS.SR-ID 521101463]
- Subotin-Golubović, Tatjana (1999). „Reflection of the Cult of Saint Konstantine and Methodios in Medieval Serbian Culture”. Thessaloniki - Magna Moravia: Proceedings of the International Conference. Thessaloniki: Hellenic Association for Slavic Studies. стр. 37—46.
- СУБОТИН-ГОЛУБОВИЋ, Татјана. Popytka rekonstrukcii sobranija služebnyh Mineî staroî Narodnoî biblioteki v Belgrade. У: Русь и южные славяне : сборник статей к 100-летию со дня рождения В. А. Мошина (1894-1987). Санкт-Петербург: Алетейя: Российская национальная библиотека: Герменевт. 1998, str. 389-396. [COBISS.SR-ID 521101207]
- Суботин-Голубовић, Татјана (1993). „Ахилије-Архилије, или о мишљењу култова”. Богородица Градачка у историји српског народа. Чачак: Народни музеј. стр. 7—46.